# Belionota prasina
Belionota prasina es una especie de escarabajo del género Belionota, familia Buprestidae. Fue descrita científicamente por Thunberg en 1789.

## Distribución geográfica
Habita en India, Singapur, Tailandia, Tanzania, Brasil, Australia, Estados Unidos, Malasia, Indonesia, Sri Lanka, China, Hong Kong, México, Mozambique, Namibia, Nigeria, Polinesia Francesa, Filipinas y Togo.